# AGRICOLA
AGRICOLA (AGRICultural OnLine Access) è un database su internet creato e gestito dalla United States National Agricultural Library del Dipartimento dell'Agricoltura degli Stati Uniti d'America.
Il database funge da catalogo e indice per le raccolte della National Agricultural Library degli Stati Uniti, ma fornisce anche l'accesso pubblico alle informazioni sull'agricoltura e sui campi affini.

## Scopo
AGRICOLA indicizzano una vasta gamma di pubblicazioni che coprono l'agricoltura e sui suoi argomenti affini, tra cui "scienze animali e medicina veterinaria, entomologia, botanica, scienze forestali, acquacoltura e pesca, agricoltura e sistemi agricoli, economia agraria, estensione agraria ed educazione, scienza dell'alimentazione e nutrizione umana, e scienze della terra e ambientali."

## PubAg
Un database correlato, PubAg, è stato pubblicato nel 2015 e si concentra sulle pubblicazioni integrali degli scienziati dell'USDA, così come su alcune pubblicazioni della rivista. PubAg è stato progettato per una vasta gamma di utenti, tra cui agricoltori, scienziati, studiosi, studenti e il pubblico in generale.
Le distinzioni tra AGRICOLA e PubAg includono:

"AGRICOLA funge da catalogo pubblico della National Agricultural Library. Contiene record per tutte le proprietà della biblioteca. Contiene anche citazioni di articoli, proprio come PubAg. AGRICOLA contiene anche citazioni a molti articoli che, sebbene validi e rilevanti per le scienze agricole, non sono articoli di riviste peer-reviewed. Inoltre, AGRICOLA ha un'interfaccia diversa. Quindi, mentre c'è una certa sovrapposizione tra le due risorse, esse sono diverse in modi significativi. Non ci sono piani per eliminare AGRICOLA."